# St. Georg (Loderbach)

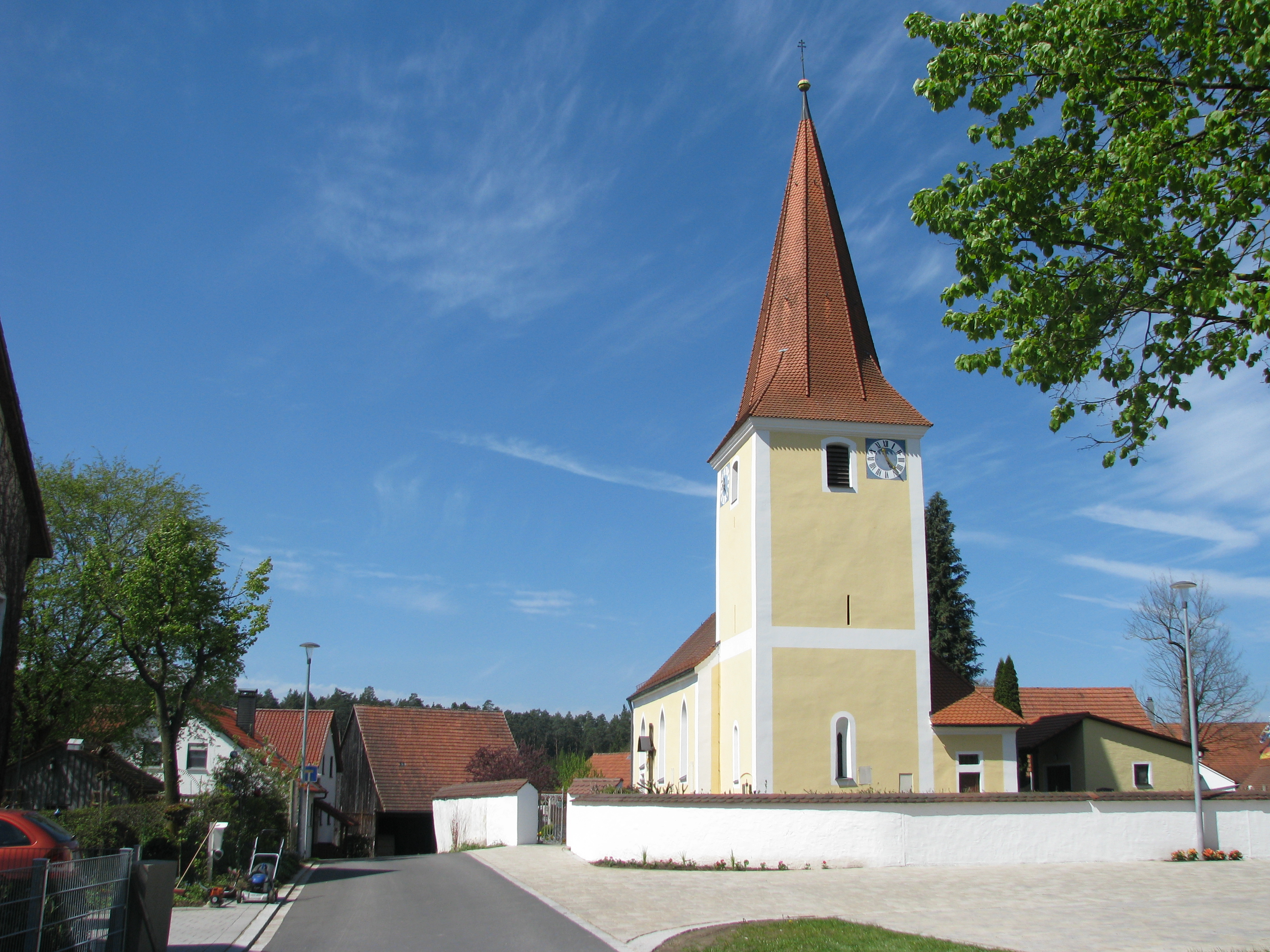
St. Georg in Loderbach

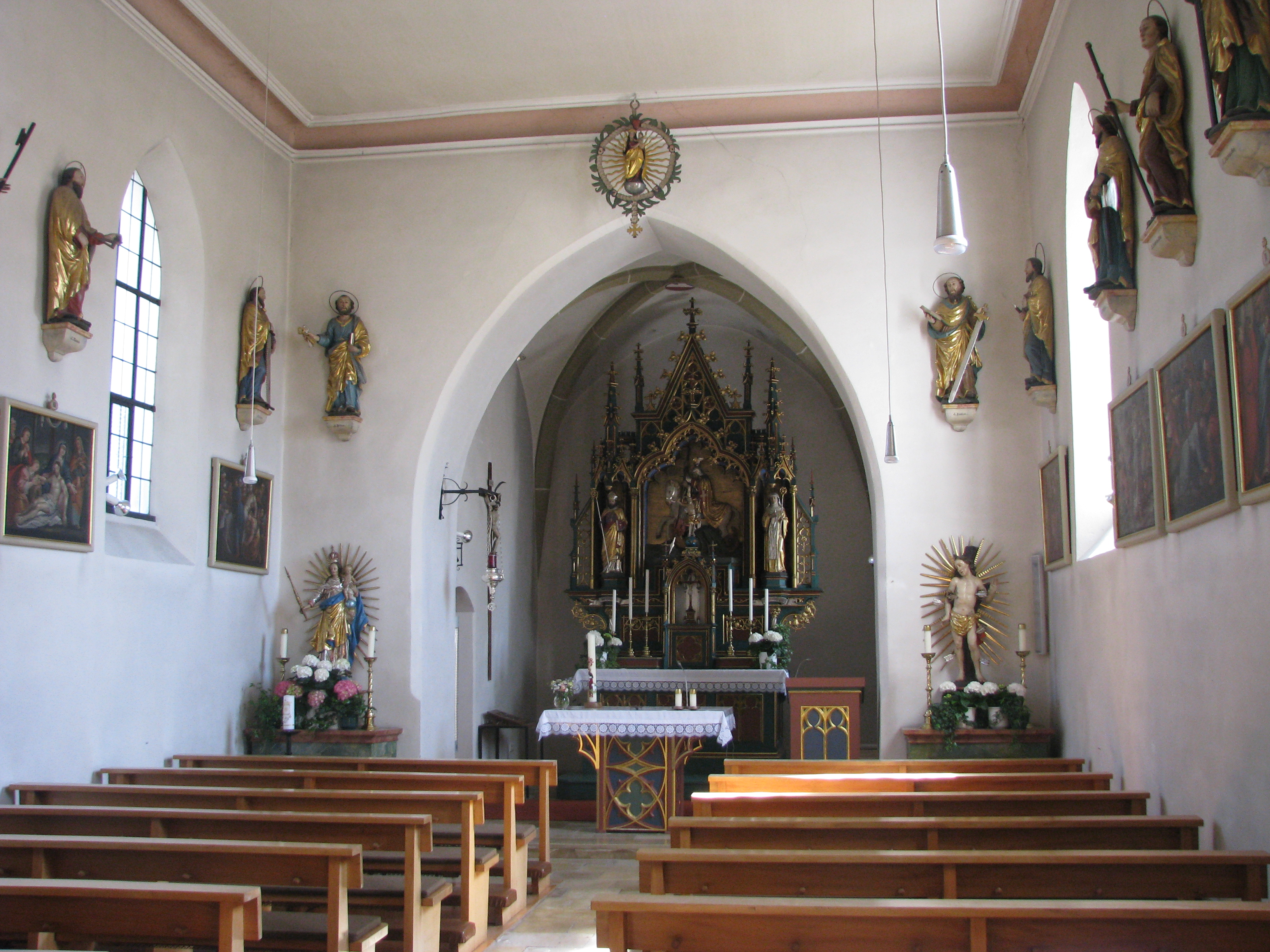
Innenansicht

Die römisch-katholische, denkmalgeschützte Filialkirche St. Georg steht in Loderbach, einem Gemeindeteil von Berg bei Neumarkt in der Oberpfalz im Landkreis Neumarkt in der Oberpfalz. Die Kirche gehört zum Dekanat Neumarkt in der Oberpfalz des Bistums Eichstätt. Das Bauwerk ist unter der Denkmalnummer D-3-73-113-38 als Baudenkmal in die Bayerische Denkmalliste eingetragen.

## Beschreibung
Die Saalkirche wurde 1585 unter Verwendung der unteren Teile des frühgotischen Chorturms erbaut, dessen Nordseite von der Sakristei flankiert wird. Das Langhaus wurde 1855–57 nach Westen verlängert. Das obere Geschoss des mit einem achtseitigen Knickhelm bedeckten Chorturms beherbergt die Turmuhr und den Glockenstuhl, in dem drei Kirchenglocken hängen, die 1953 von Friedrich Wilhelm Schilling gegossen wurden.
Der Innenraum des Langhauses ist mit einer Flachdecke mit Hohlkehle überspannt, der des quadratischen Chors im Erdgeschoss des Chorturms mit einem Kreuzrippengewölbe. Die Kirchenausstattung ist größtenteils neugotisch. An den Längswänden stehen die um 1700 entstandenen Statuen der zwölf Apostel. Die Orgel wurde 1892 von Joseph Franz Bittner gebaut.